# U.S. Immigration and Customs Enforcement
De U.S. Immigration and Customs Enforcement (ICE) is een politiedienst van de federale overheid van de Verenigde Staten. Het agentschap valt onder het Department of Homeland Security. Het spitst zich toe op de recherche en handhaving van meer dan 400 federale statuten die betrekking hebben op immigratie en douane. ICE doet zelf geen grensbewaking; dat is de taak van de United States Border Patrol. ICE heeft meerdere detentiecentra voor illegale migranten, waar dagelijks zo'n 34.000 mensen zijn opgesloten.
Het agentschap werd opgericht als gevolg van de Homeland Security Act of 2002, die getekend werd na de aanslagen op 11 september 2001 en die verder leidde tot de oprichting van het Department of Homeland Security. ICE ontstond op 1 maart 2003 door de samenvoeging van de taken en jurisdicties van verschillende politie- en douaneagentschappen. Het agentschap wordt geleid door een directeur die wordt aangesteld door de president en die bevestigd wordt door de senaat.
De Immigration and Customs Enforcement wordt anno 2018 en 2019 bekritiseerd om de opsluiting van zo'n 3000 migrantenkinderen in detentiekampen. Daarnaast heeft de dienst al langere tijd stelselmatige problemen met ernstig misbruik van migranten, waaronder fysieke mishandeling en seksueel misbruik, en een gebrek aan verantwoording voor dergelijk misbruik. The Intercept berichtte in 2018 dat er in de periode januari 2010-september 2017 ongeveer 33.000 klachten waren van gedetineerden, waarvan de site 1224 klachten kon bevestigen via documenten, en dat er in die periode 43 onderzoeken liepen. Ook uitzettingen, bijvoorbeeld naar onveilige landen, die overlijden als gevolg hadden en het vastzetten van personen met een verblijfsstatus of zelfs staatsburgerschap hebben tot ophef geleid. Activisten pleiten voor de afschaffing van de dienst.